# تاب (صندلی)

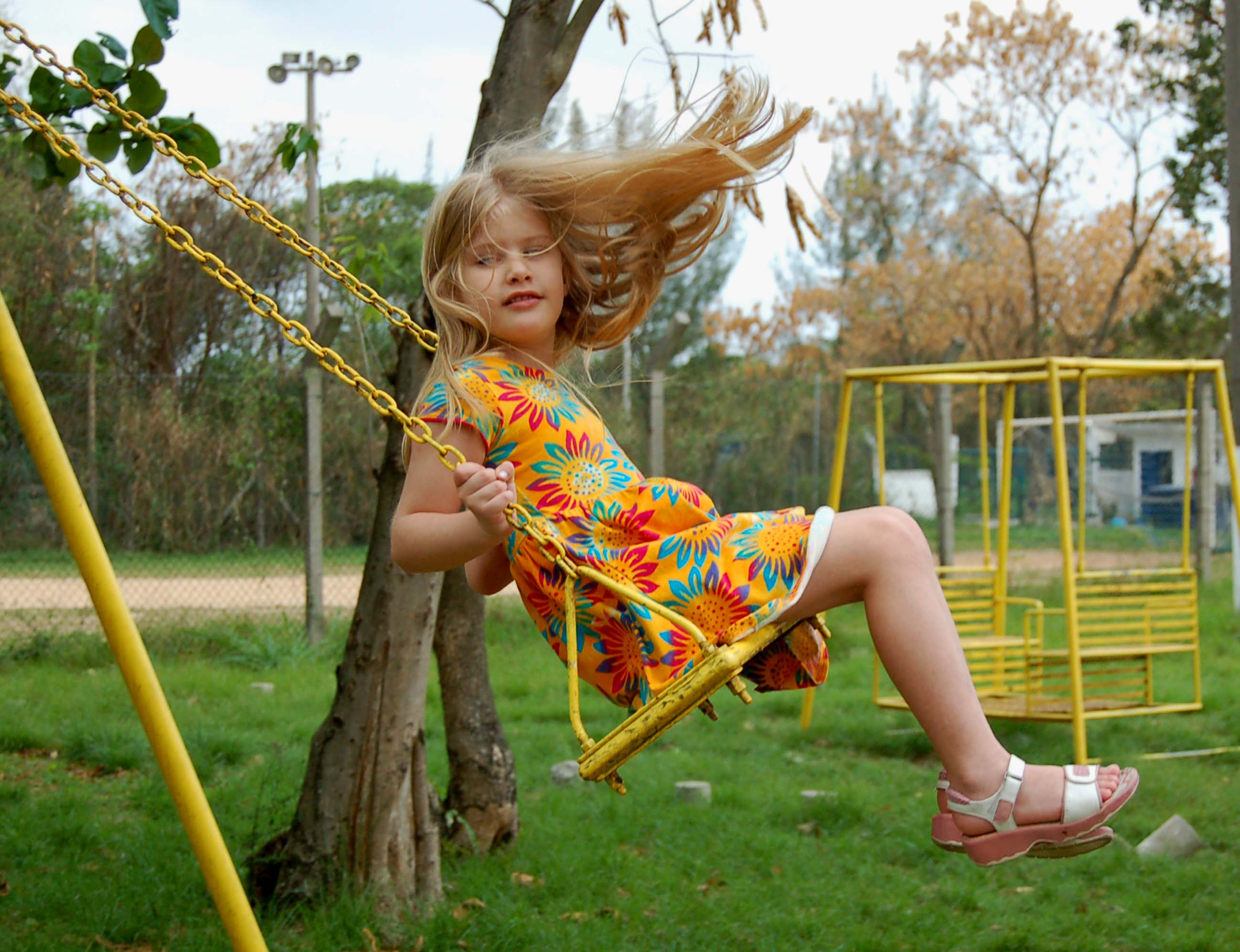
کودکی در حال تاب‌بازی

تاب (در فارسی افغانستان گاز) صندلی یا نشیمنی است که با طناب یا زنجیر آویزان می‌شود و زمانی که به حرکت دربیاید به حرکت نوسانی خود مانند یک پاندول ادامه می‌دهد تا جایی که با کشیده شدن یا دخالت نیرویی خارجی متوقف شود. این وسیله معمولاً در زمین بازی کودکان، سیرک یا ایوان و حیاط خانه‌ها قرار می‌گیرد. تاب وسیلهٔ بازی محبوبی میان کودکان است.
در زمین‌های بازی، معمولاً چند تاب از یک چارچوب فلزی یا چوبی آویزان می‌شوند تا چند کودک بتوانند به‌طور همزمان با آن بازی کنند. تاب‌ها در شکل‌ها و اندازه‌های گوناگون یافت می‌شوند. برای نوزادان و کودکان نوپا، تاب‌های مخصوصی وجود دارد که سوراخ‌هایی برای قرار گرفتن پای کودک در آن تعبیه شده‌است. این نوع تاب کودک را در وضعیت متعادل (قائم) نگه می‌دارد و شخص دیگری (والدین، خواهر و برادر، یا…) تاب را به حرکت درمی‌آورد.
در بعضی جاها، برای کودکان بزرگ‌تر، نشیمن تاب را از پارچهٔ برزنتی انعطاف‌پذیر، تایر باد شده، پلاستیک یا چوب می‌سازند. در حیاط خانه‌ها، معمولاً با یک تکه چوب یا تخته که با طناب دو سر آن را به درختی بسته‌اند، تاب درست می‌کنند. کودکان بزرگ‌تر گاهی می‌توانند تاب را تا فاصلهٔ ۵ متر از سطح زمین بالا ببرند.
در کشور ایران کودکان هنگام تاب خوردن ترانه تاب تاب همبازی را می‌خوانند.

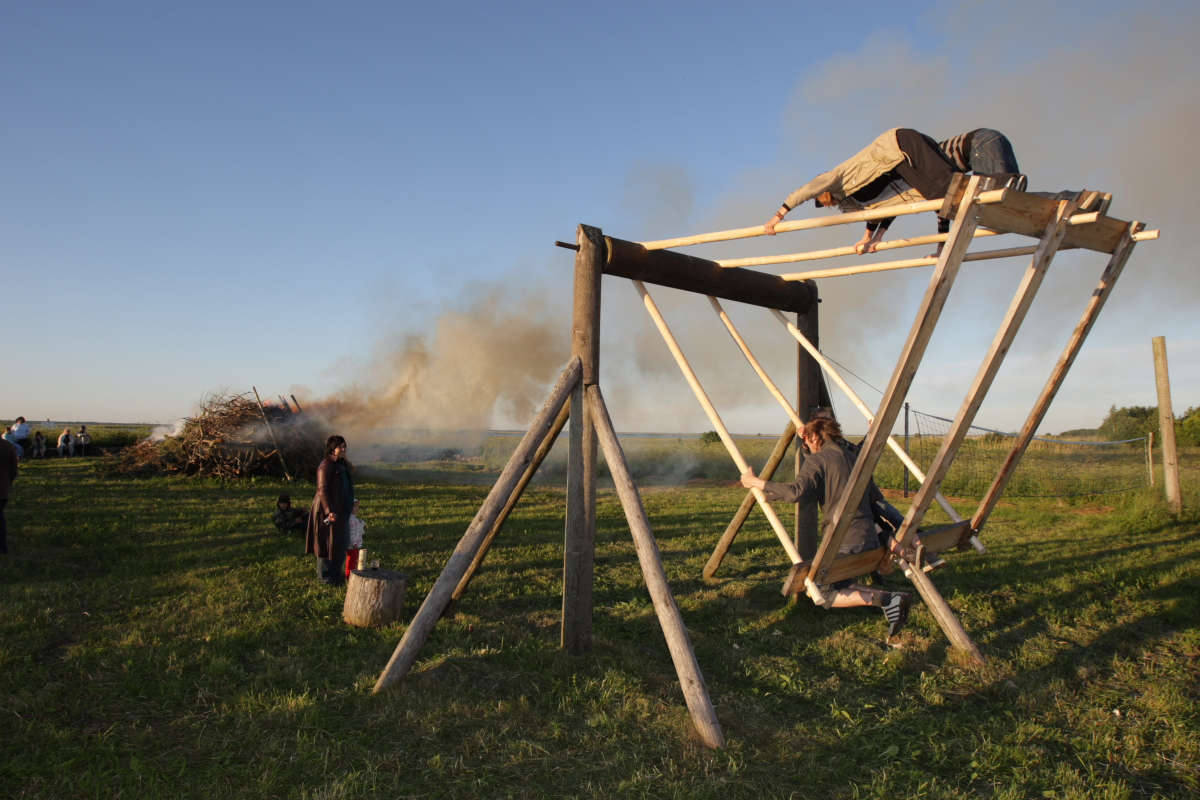
یک تاب سنتی استونیایی

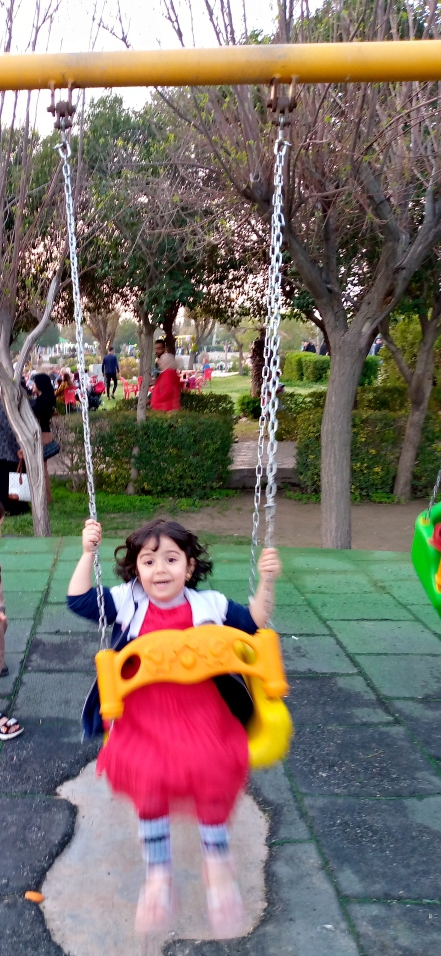

## انواع تاب

### تاب طنابی
تاب طنابی تابی است که با بستن یک سر طناب به شاخهٔ درخت، پل، یا هر سازهٔ مرتفع دیگر درست می‌شود. معمولاً سر دیگر طناب را گره می‌زنند یا می‌پیچانند تا فرد بتواند خود را روی تاب نگه دارد. تاب‌های طنابی اغلب در جاهایی بسته می‌شوند که تاب‌سوار بتواند در نهایت طناب را رها کند و داخل آب بپرد.

### تاب ویژه کودکان نوپا
تاب ویژه کودکان نوپا، به شکل یک سطل است و سوراخ‌هایی در آن تعبیه شده تا پای کودک از آن رد شود. یا به شکل یک سطل نیمه است و کمربند ایمنی جلوی آن بسته می‌شود تا کودک بیرون نیفتد.

### تاب نیمکتی

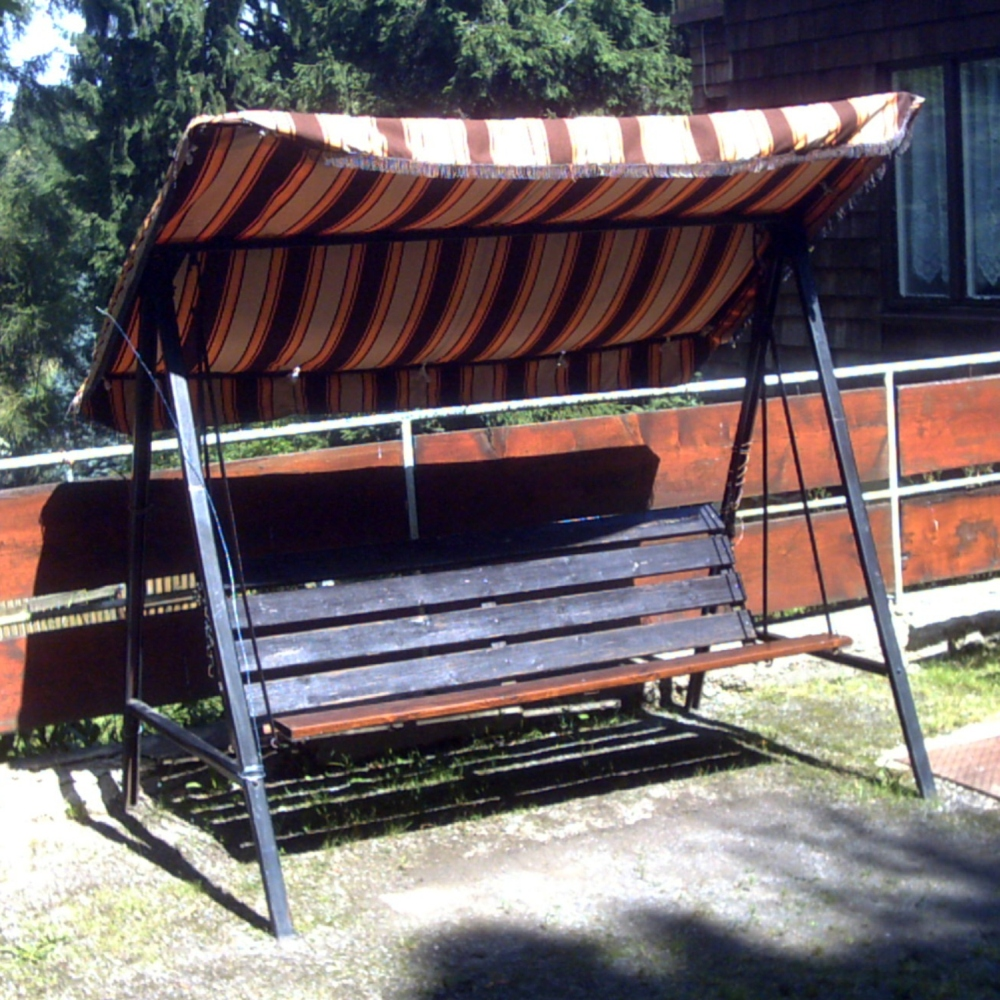
تاب نیمکتی

این نوع تاب برای استفادهٔ بزرگسالان است و نشیمن آن شبیه یک نیمکت است که معمولاً سه نفر روی آن جا می‌شوند. این نوع تاب جایگزینی برای صندلی گهواره‌ای در فضای بیرون از خانه است. ممکن است تاب نیمکتی به سقف ایوان خانه بسته شود یا در یک چهارچوب مجزا قرار بگیرد و قابل حمل باشد. ممکن است سایبانی هم برای آن در نظر گرفته شود.

### کیکینگ

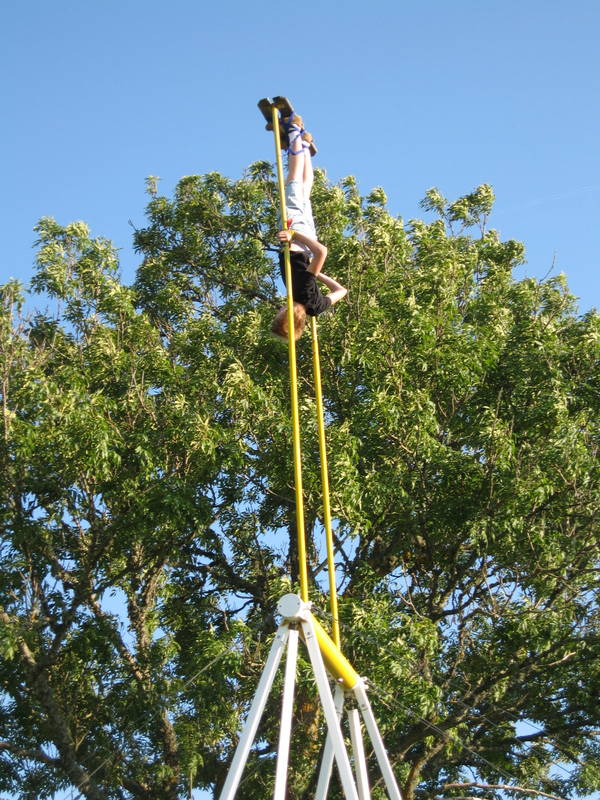
تاب کیکینگ

کیکینگ نام ورزشی است که در استونی انجام می‌شود. بازیکنان سعی می‌کنند تاب بلندی را که دسته‌هایش از میله‌های محکم فولادی ساخته شده ۳۶۰ درجه حول محور افقی بچرخانند.

### ننی
ننی یکی از انواع تاب است. ننی از پارچه‌ای سبک درست می‌شود و معمولاً آن را میان دو درخت می‌بندند و روی آن دراز می‌کشند.

### تاب ریلکسی
تاب ریلکسی یا تاب راحتی نوعی تاب راحت و نرم است که کودکان و بزرگسالان می‌توانند روی آن بنشینند و استراحت کنند. این تاب‌ها در انواع مختلفی طراحی می‌شود و چون پایه‌ی فلزی دارد امکان تحمل وزن‌های بالا را نیز دارد. همچنین به دلیل استفاده از تشک‌های نرم در محل نشیمن راحت هستند